# ブラックアイドスーザンステークス
ジョージ・アール・ミッチェルステークス（George E. Mitchell Stakes）は、アメリカ合衆国メリーランド州のピムリコ競馬場で行われているサラブレッド競馬の平地競走。3歳牝馬限定競走で、現在では例年プリークネスステークスの前日に開催されている。

## 概要
1919年にピムリコオークス（Pimlico Oaks）の競走名で創設された競走で、後の1952年に現在の名称に改められた。競走名の「ブラックアイドスーザン」はメリーランド州の州花に因み、プリークネスステークスでもブラックアイドスーザンが飾られたレイが優勝馬にかけられる。創設時はダート9ハロン（約1811メートル）で施行され、その後しばらく8.5ハロン（約1709メートル）に短縮されていたが、1989年以降は元の9ハロン戦として施行されている。
1973年のグレード制導入時はG3競走に、後の1976年にG2競走へと昇格した。現在の格の上では高いほうではないが、かつてはケンタッキーオークスとコーチングクラブアメリカンオークスの2競走に次ぐ地位の競走として位置づけられていた。このため、まだ現在の牝馬三冠の概念が明確に確立していなかった頃に提唱されていた「初期牝馬三冠」の第2戦として位置づけられることもあり、この概念の上ではウィストフル（1949年）やリアルディライト（1952年）、デヴォナデール（1979年）がその三冠の達成馬となる。
なお、旧称であった「ピムリコオークス」と同名の別競走が後の1989年に創設されていた。同競走はピムリコ競馬場の8.5ハロンを使う競走で、ケンタッキーオークスよりも早い4月の時期に開催されていたが、わずか3年で廃止となっている。最終的な格付けはG3であった。
2020年10月に開催された第96回競馬では、ピムリコがあるパークハイツ地区のコミュニティリーダーであるジョージ・アール・ミッチェル氏が2020年7月に亡くなったことを記念して、レース名がジョージ・アール・ミッチェル・ステークス（George E. Mitchell Stakes）に変更された。

## 歴史
- 1919年 - ピムリコオークスとして創設。第1回の優勝馬はミルクメイド。
- 1933年-1936年 - 開催休止。
- 1950年 - 開催休止。
- 1973年 - グレード制開始に伴い、G3競走に格付けされる。
- 1976年 - G2に昇格する。
- 2006年 - 1位入線のスマートンプリティが審議により2着に降着、繰り上がりでリーガルエンゲージメントが優勝する。

### 施行条件の変遷
すべてダートコース。
- 9ハロン（約1811メートル） - 1919年-1932年、1937年、1938年、1940年-1941年、1946年、1947年、1951年、1952年、1989年以降
- 8.5ハロン（約1709メートル） - 1939年、1942年-1945年、1948年、1949年、1953年-1988年

## 近年の勝ち馬
- 2025 Margie's Intention
- 2024 Gun Song
- 2023 Taxed
- 2022 Interstatedaydream
- 2021 Army Wife
- 2020 Miss Marissa
- 2019 Point of Honor
- 2018 Red Ruby
- 2017 Actress
- 2016 Go Maggie Go
- 2015 Keen Pauline
- 2014 Stopchargingmaria
- 2013 Fiftyshadesofhay
- 2012 In Lingerie
- 2011 Royal Delta
- 2010 Acting Happy
- 2009 Payton d'Oro
- 2008 Sweet Vendetta
- 2007 Panty Raid
- 2006 Regal Engagement
- 2005 Spun Sugar
- 2004 Yearly Report
- 2003 Roar Emotion
- 2002 Chamrousse
- 2001 Two Item Limit
- 2000 Jostle